# Operation Starlite
Operation Starlite war die erste rein amerikanische Militäroffensive in Vietnam im Jahre 1965. Der Einsatz wurde aufgrund von Geheimdienstinformationen, die von dem südvietnamesischen General Nguyen Chanh Thi geliefert wurden, durchgeführt. Lieutenant General Lewis W. Walt plante einen Gegenangriff auf Stellungen der Befreiungsfront, um die Bedrohung der Basis in Chu Lai zu verhindern.
Der Angriff wurde von Landeinheiten, Hubschraubern und Schiffen aus durchgeführt. Ein Teil der kämpfenden Marines wurde per Hubschrauber ins Kampfgebiet gebracht, andere griffen mit amphibischen Fahrzeugen von See her an.

## Beteiligte Einheiten
Amerikaner
Die Operation startete am 17. August 1965. 5.000 Marines der 9th Marine Amphibious Brigade, der III Marine Amphibious Force wurden eingesetzt. Ziel war ein NLF-Stützpunkt nahe Van Tuong. Zusätzlich war noch eine Artillerieeinheit in dem Gebiet aufmarschiert. Von See her unterstützten zwei Kriegsschiffe die Bodentruppen mit ihren Geschützen.
Vietnamesen
Die vietnamesischen Einheiten bestanden aus dem 1. Regiment der Volksbefreiungsarmee, dem unter anderem ein Bataillon mit schweren Waffen angehörte. Ihre Stärke lag bei 1.500 bis 2.000 Mann.

## Die Schlacht
Um die Guerillas in der Gegend zu umzingeln sollten zuerst einige Einheiten der Marines von See aus angreifen. Die Gegner sollten dann in Richtung von drei Landezonen gedrängt werden. Dort würde wenig später ein ganzes Bataillon per Hubschrauber abgesetzt. Um die Geheimhaltung zu gewährleisten, wurden die Kommandeure der ARVN nicht über den Einsatz informiert. Grund war, dass Korruption und Anhänger der Befreiungsfront bei den Mitgliedern der ARVN vermutet wurden.

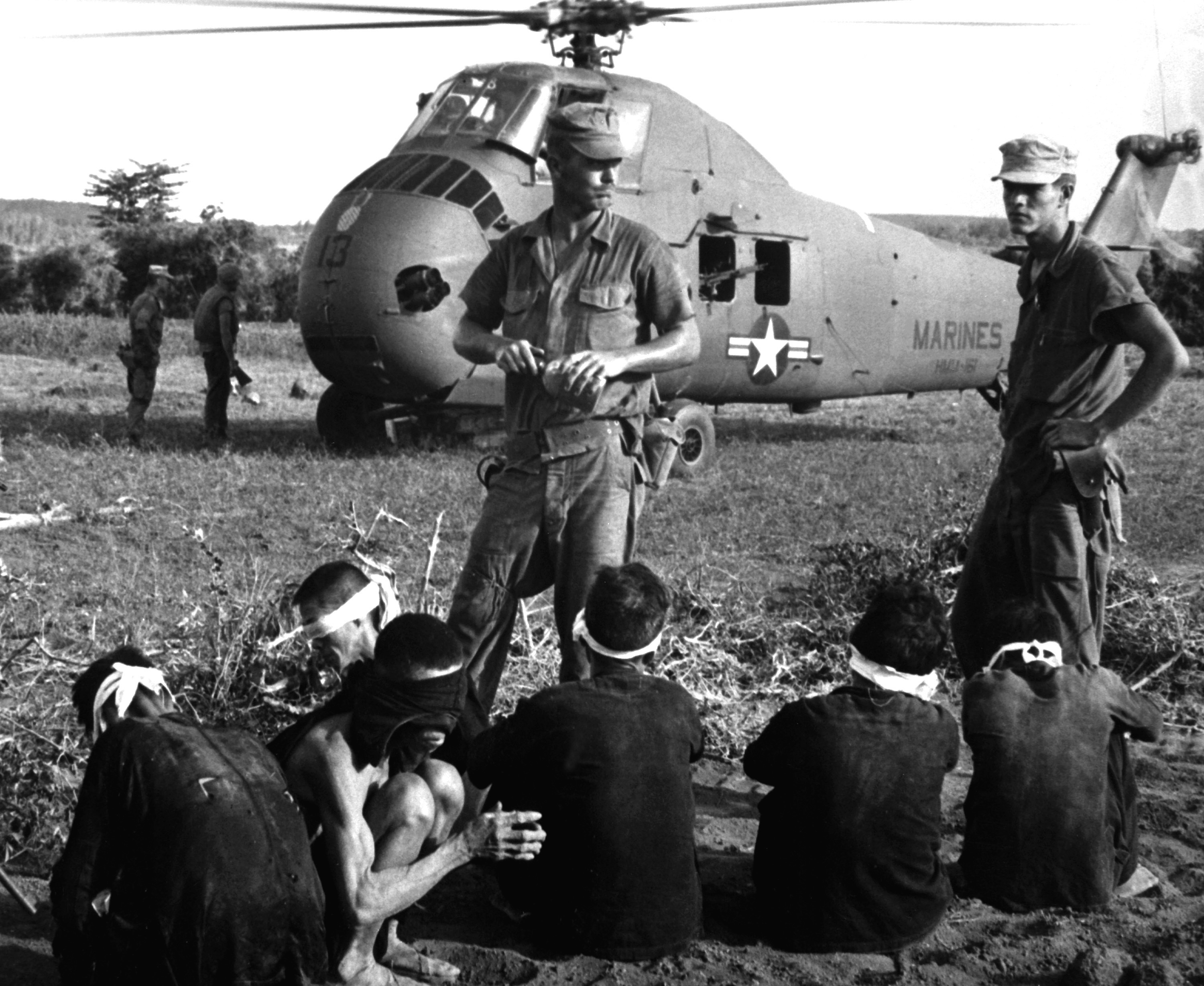
Gefangene warten auf ihren Abtransport

Beim Angriff leisteten die Partisanen zuerst wenig Widerstand. Die Amerikaner konnten bereits in der frühen Phase des Gefechts durch Artillerieeinsatz über 100 Gegner ausschalten. Allerdings verlor beim Angriff auf das Dorf An Cuong eine Kompanie ihren Anführer in einem Hinterhalt aus den Hütten. Gleichzeitig landeten auch die Hubschrauber und wurden sofort von feindlichen Truppen unter Beschuss genommen, die sich wie erwartet ins Landesinnere zurückgezogen hatten.
Wenig später wurde eine Einheit am Strand in eigentlich von amerikanischer Seite besetztem Gebiet von größeren Einheiten überrascht. Die Versorgungskolonne wurde von Panzerabwehrwaffen unter Feuer genommen und musste von Marines, die am Strand eine Verteidigungsstellung aufgebaut hatten, ersetzt werden. Die Soldaten kamen dabei unter schweren Beschuss von Mörsern und Maschinengewehren, was 5 Tote und 17 Verwundete zur Folge hatte. Die bereits eingetretenen Verluste wurden durch Reserveeinheiten von Schiffen aus ersetzt.
Am Abend gruben sich die US-Truppen in ihren Stellungen ein. In der Nacht gab es nur vereinzelte Angriffe und ein neues Bataillon erreichte den Strand. Am nächsten Morgen fand ihr Großangriff die NLF-Stellungen verlassen vor, die vietnamesischen Einheiten waren geflohen. Es gab nur noch einige wenige Widerstandsnester, die keine Gefahr darstellten. Der letzte Widerstand wurde bei Sonnenuntergang gebrochen.

## Ergebnis
Die verschiedenen Einheiten der Marines töteten nach amerikanischen Angaben 688 gegnerische Soldaten und nahmen 9 Gefangene, dazu 40 Verdächtigte. Eine Vielzahl von Waffen wurde ebenfalls erbeutet. Das 1. Regiment der Volksbefreiungsarmee war aufgerieben, aber nicht völlig vernichtet worden, wie die Kommandeure es erhofft hatten.
Auf amerikanischer Seite gab es 45 Tote (andere Quellen sprechen von 52) und 203 Verwundete. Zwei Soldaten, Corporal Robert E. O’Malley und Lance Corporal Joe C. Paul, erhielten die Medal of Honor für ihre Taten während des Einsatzes.
Aus der Schlacht zog man auch wichtige militärische Schlüsse: Es hatte sich herausgestellt, dass die Soldaten weit mehr Wasser benötigten, als eigentlich geplant. Außerdem beklagten sich die Soldaten, dass das M14 für Truppentransporter zu unhandlich sei. Der Sieg stärkte die amerikanische Moral deutlich, da im ersten großen Gefecht mit den Guerillas ein klarer Sieg errungen wurde.

## Fragwürdige Angaben
Der oben beschriebene Verlauf der Schlacht wurde ausschließlich nach Angaben des US-Militärs nachempfunden. Es darf dabei jedoch keinesfalls ignoriert werden, dass die amerikanischen Berichte in vielerlei Hinsicht fragwürdig, im besten Fall ungenau waren. So verschwiegen die Amerikaner unter anderem, dass mehr als drei Viertel der NLF-Einheiten der Umklammerung hatten entfliehen können. Zudem ist es weitgehend unbekannt wie viele Guerillas tatsächlich während der Schlacht fielen. Denn obwohl 688 Feinde getötet worden sein sollen, wurden nur 109 Waffen erbeutet. Die Kämpfe fanden in dicht besiedeltem Gebiet statt, die Bewohner bestanden vor allem aus Fischern und deren Familien.
Der einzig detaillierte Bericht, der nicht von der US-Armee verfasst wurde, stammt von dem Journalisten Neil Sheehan. Er besuchte im November 1965 eines der Fischerdörfer in Quang Ngai und stellte fest, dass innerhalb weniger Wochen mindestens 180, möglicherweise 600 Zivilisten durch Artilleriebeschuss und Luftangriffe getötet wurden. Die amerikanische Armee war der Meinung, dass die Fischer ihr Schicksal herausgefordert hatten, da sie ihre Häuser in einem Operationsgebiet der Guerillas nicht aufgegeben hatten. „Die fünf Weiler dieser Gemeinde, einst eine prosperierende Siedlung mit 15.000 Einwohnern, bestanden nur noch aus Schutt.“ Diese Angaben decken sich mit denen der amerikanischen Streitkräfte. So berichtete das 1. Bataillon der Marines, dass beispielsweise das Dorf Van Tuong während der Kämpfe vollkommen zerstört wurde und dass viele Bewohner medizinische Versorgung benötigten. In diesem Licht betrachtet ist es tatsächlich ungewiss, ob die Schlacht überhaupt ein Sieg für die Amerikaner war.